# 米格尔·安赫尔·费利克斯·加利亚多
米格尔·安赫尔·费利克斯·加利亚多（西班牙語：Miguel Ángel Félix Gallardo；1946年1月8日—）是一名被定罪的墨西哥毒枭。
加利亚多在大學學習結束後擔任墨西哥联邦司法警察特工。他後來擔任锡那罗亚州州长萊奧波爾多·桑切斯·塞利斯的家庭保镖，加利亚多通過后者的政治关系建立了他的贩毒组织。加利亚多在1970年代成為瓜達拉哈拉販毒集團的创始人之一。在整个1980年代，该集团控制了墨西哥的大部分贩毒活动和美墨邊界的毒品走私交易。
加利亚多最终于1989年因谋杀美国缉毒局特工基基·卡马雷纳而被捕。加利亚多後來被判在聯邦社會適應中心第1號监狱中服刑37年，但由于健康状况恶化，2014年他被转移到一个中等規模的監獄。